# Jany Gastaldi
Pour les articles homonymes, voir Gastaldi.
Jany Gastaldi née le 9 mai 1948 à Monaco et morte le 24 novembre 2024 dans le 18e arrondissement de Paris, est une actrice française.

## Filmographie
- 1973 : Maître Zacharius de Pierre Bureau
- 1977 : La Communion solennelle de René Féret
- 1980 : Fernand de René Féret
- 1983 : Édith et Marcel de Claude Lelouch
- 1985 : Topos de Antouanétta Angelídi
- 1989 : Baxter, de Jérôme Boivin
- 1993 : Mina Tannenbaum de Martine Dugowson
- 2002 : L'Idole, de Samantha Lang
- 2008 : Andalucia d'Alain Gomis

## Théâtre
- 1971 : Électre de Sophocle, mise en scène Antoine Vitez, Théâtre des Amandiers, Nanterre
- 1971 : La Nuit des Rois de Shakespeare, mise en scène Denis Llorca, Festival du Marais, Paris
- 1971 : Andromaque de Jean Racine, mise en scène Antoine Vitez, Théâtre de la Cité Internationale, Paris ; Théâtre des Amandiers, Nanterre
- 1972 : Faust de Goethe, mise en scène Antoine Vitez, Théâtre des Quartiers d’Ivry
- 1973 : Mère Courage et ses enfants de Bertolt Brecht, mise en scène Antoine Vitez, Théâtre des Amandiers, Nanterre
- 1973 : La Noce chez les petits bourgeois de Bertolt Brecht, mise en scène Jean-Pierre Vincent et Jean Jourdheuil, Cyrano Théâtre (futur Théâtre de la Bastille)
- 1974 : La Dispute de Marivaux, mise en scène Patrice Chéreau, Théâtre National Populaire, Villeurbanne ; Théâtre de la Porte Saint-Martin (Festival d'Automne à Paris)
- 1974 : Les Miracles d'Antoine Vitez d'après les Évangiles, mise en scène Antoine Vitez, Théâtre National de Chaillot, Paris
- 1974 : L’éveil du printemps de Frank Wedekind, mise en scène Brigitte Jaques-Wajeman, Théâtre Récamier (Festival d'Automne à Paris)
- 1976 : Falstafe d’après Shakespeare, adaptation Valère Novarina, mise en scène Marcel Maréchal, Théâtre du Gymnase, Marseille ; Théâtre de l’Odéon (Festival d'Automne à Paris) ; Théâtre National Populaire, Villeurbanne
- 1978 - 1979 : Le Tartuffe, Dom Juan, Le Misanthrope, de Molière, mises en scène Antoine Vitez, Festival d'Avignon ; Théâtre de l'Athénée ; Théâtre de la Porte Saint-Martin (Festival d'Automne à Paris)
- 1981 : Tombeau pour cinq cent mille soldats, de Pierre Guyotat, mise en scène Antoine Vitez, Théâtre National de Chaillot, Paris
- 1981 : Britannicus de Jean Racine, mise en scène Antoine Vitez, Théâtre National de Chaillot, Paris
- 1981 : Faust de Goethe, mise en scène Antoine Vitez, Théâtre National de Chaillot, Paris
- 1983 : Le Prince travesti de Marivaux, mise en scène Antoine Vitez, Théâtre National de Chaillot, Paris
- 1983 : Hamlet de Shakespeare, mise en scène Antoine Vitez, Théâtre National de Chaillot, Paris
- 1985 : Hernani de Victor Hugo, mise en scène Antoine Vitez, Théâtre National de Chaillot, Paris
- 1985 : Le Cid de Corneille, mise en scène Francis Huster, Théâtre Renaud-Barrault, Paris
- 1987 : Le Soulier de satin de Paul Claudel, mise en scène Antoine Vitez, Festival d'Avignon ; Théâtre National de Chaillot, Paris
- 1990 - 1991 : Phèdre de Sénèque, mise en scène Daisy Amias, Théâtre Gérard-Philipe, Saint-Denis
- 1991 : Les guerriers de Philippe Minyana, mise en scène Robert Cantarella, Comédie de Reims ; Théâtre Ouvert, Paris
- 1993 : Le Parc de Botho Strauss, mise en scène Adel Hakim, Maison des Arts de Créteil
- 1996 : Dom Juan de Molière, mise en scène Daniel Mesguich, Théâtre Populaire de Lorraine, Thionville ; Théâtre de Nice
- 1998 : Les Bonnes de Jean Genet, mise en scène Alain Ollivier, Studio-Théâtre de Vitry
- 1999 : Sang de Lars Noren, mise en scène Henri Ronse, Théâtre Vidy-Lausanne
- 1999 : Parle-moi comme la pluie de Tennessee Williams, mise en scène Jean-Claude Fall, Théâtre des Treize Vents, Montpellier
- 2001 : Habitations de Philippe Minyana, mise en scène Édith Scob, Théâtre de la Coupe d'Or, Rochefort ; Théâtre Jean Lurçat - Scène nationale d'Aubusson ; Théâtre Ouvert, Paris
- 2002 : Petit Eyolf de Henrik Ibsen, mise en scène Alain Françon, Théâtre national de La Colline, Paris
- 2007 : Les Justes, d’Albert Camus, mise en scène Guy-Pierre Couleau, La Passerelle - Scène nationale de Gap ; Théâtre de l'Athénée, Paris
- 2008 : Par-dessus bord de Michel Vinaver, mise en scène Christian Schiaretti, Théâtre National Populaire, Villeurbanne ; Théâtre national de La Colline, Paris
- 2008 : Le Canard sauvage de Henrik Ibsen, mise en scène Yves Beaunesne, La Coursive, Scène nationale de La Rochelle ; Les Gémeaux, Scène nationale de Sceaux
- 2010 : Les Vagues de Virginia Woolf, mise en scène Marie-Christine Soma, Studio-Théâtre de Vitry
- 2012 : Les Femmes savantes de Molière, mise en scène Marc Paquien, Théâtre Molière, Scène nationale de Sète ; Théâtre de la Tempête, Paris

## Distinctions
- Prix du Syndicat de la critique 1990 : meilleure comédienne pour Phèdre de Sénèque, au Théâtre Gérard-Philipe de Saint-Denis [3]